# Библиография работ о Фёдоре Шехтеле

## Статьи Ф. О. Шехтеля
- Шехтель Ф. О. Письмо в редакцию // Мир искусства. — 1901. — № 2—3. — С. 126.[сн 1]
- Шехтель Ф. О. О международном Архитектурном конгрессе в Вене в 1908 году // Ежегодник МАО. — 1909. — № 1.
- Шехтель Ф. О. Сказка о трёх сёстрах: живописи, скульптуре и архитектуре. 1919 // Мастера советской архитектуры об архитектуре. — М., 1975. — Т. 1. — С. 14—22.

## Биографии и общие исследования творчества
- Кириченко Е. И. Федор Шехтель. — М.: Стройиздат, 1973. — 141 с.
- Кириченко Е. И. Фёдор (Франц) Осипович Шехтель // Мастера советской архитектуры об архитектуре. — М., 1975. — Т. 1. — С. 7—14.
- Историко-культурное наследие России конца XIX — начала XX в. Труды научной конференции, посвящённой жизни и творчеству Ф. О. Шехтеля. — М., 1977.
- Кириченко Е. И. Три мастера // Зодчество. — 1978. — № 2 (21). — С. 155—161.
- Кириченко Е. И. Ф. Шехтель (1859—1926) // Зодчие Москвы. — М.: Московский рабочий, 1981. — С. 276—287. — 302 с.
- Кириченко Е. И. Фёдор Шехтель // Строительство и архитектура Москвы. — 1984. — № 7. — С. 24—27.
- Кириченко Е. И. Фёдор Шехтель. К 125-летию со дня рождения // Юный художник. — 1984. — № 8. — С. 24—28.
- Кириченко Е. И. Фёдор Шехтель — художник, архитектор, общественный деятель // Декоративное искусство СССР. — 1984. — № 12. — С. 27—33.
- Кириченко Е. И. Фёдор Шехтель. К 125-летию со дня рождения // Архитектура СССР. — 1984. — № 3. — С. 86—92.
- Воспоминания И. Е. Бондаренко о Ф. О. Шехтеле // Архитектура СССР. — 1984. — № 3. — С. 92—93.
- Бажутина Т. Фёдор Шехтель (1859—1926) // Архитектура (приложение к Строительной газете). — 1985. — № 1. — С. 8.
- Кириченко Е. И. В начале пути (о раннем творчестве Ф. Шехтеля) // Куранты. — 1987. — № 2. — С. 243—251.
- Мушта А. Родная земля зодчего // Годы и люди. Вып. 3. — Саратов, 1988. — С. 87—109. — 240 с.
- Ф. О. Шехтель и проблемы истории русской архитектуры конца  XIX – начала   XX веков / Кажусь И. А. — М.: ЦНИИПградостроительства, 1988. — 113 с.
- Розенвассер Н. Размышления об архитектуре Ф. О. Шехтеля // Искусство. — 1990. — № 3. — С. 62—67.
- Дорохова Н. Шедевры Фёдора Шехтеля: вкус и мысль // Век. — 1994. — № 10. — С. 11.
- Малинин Н. С. Фёдор Шехтель. Последние годы // Архитектура и строительство Москвы. — 1996. — № 6. — С. 34—39.
- Малинин Н. С. Шехтель из нашего города // Домовой. — 1996. — № 10. — С. 92—100.
- Нащокина М. В. Фёдор Шехтель  — архитектор Москвы 1900-х. К 70-летию со дня смерти зодчего // Архитектурный вестник. — 1996. — № 6. — С. 70—72.
- Нащокина М. В. Фёдор Шехтель  — архитектор Москвы 1900-х. К 70-летию со дня смерти зодчего // Архитектурный вестник. — 1997. — № 2. — С. 70—73.
- Миронова Е. «Другой Шехтель» // Наше наследие. — 1997. — № 43—44. — С. 158—165.
- Мушта А. Отрочество Шехтеля // Памятники Отечества: Сердце Поволжья. Иллюстрированный альманах Всероссийского общества охраны памятников истории и культуры № 39. — Саратов: Памятники Отечества, 1998. — С. 105—111.
- Зодчие Москвы времени эклектики, модерна и неоклассицизма (1830-е — 1917 годы): илл. биогр. словарь / Гос. науч.-исслед. музей архитектуры им. А. В. Щусева и др. — М.: КРАБиК, 1998. — С. 273—277. — 320 с. — ISBN 5-900395-17-0.
- Кириченко Е. И., Сайгина Л. В. Романтический зодчий модерна Фёдор Шехтель. — М.: Юкос-Менатрон, 2000. — 332 с.
- Самин Д. К. Федор Осипович Шехтель (1859—1926) // 100 великих архитекторов. — М.: Вече, 2000. — С. 368—375. — 592 с. — ISBN 5-7838-0721-4.
- Из истории немцев в Москве. Архитектурный путеводитель. — М.: Гилея, 2003. — С. 114, 170—172. — 248 с. — ISBN 5-87987-023-5.
- Белютин Э., Молева Н. Этот «чудесный наш Финь-Шампань!» : Федор Осипович Шехтель (1859—1926) // Москва. — 2003. — № 3. — С. 200—205.
- Нащокина М. В. Архитекторы московского модерна. Творческие портреты. — 3-е изд. — М.: Жираф, 2005. — С. 447—478. — 2500 экз. — ISBN 5-89832-043-1.
- Васькин А. А., Назаренко Ю. И. Архитектура и история московских вкозалов. — М.: Спутник, 2007. — С. 91—101. — 334 с. — ISBN 978-5-364-00500-7.
- Васькин А. А. Русские архитекторы. Федор Осипович Шехтель (1859—1926) // Актуальные проблемы современной науки. — М., 2008. — № 1. — С. 14—18.
- Васькин А. А. «Я строил всем богатейшим людям России и остался нищим»: штрихи к портрету архитектора Фёдора Шехтеля // Современные гуманитарные исследования. — М., 2008. — № 1. — С. 16—20.
- Фёдор Шехтель и эпоха модерна / Есаулов Г. В., Соловьев Н. К. — М.: Архитектура- С, 2009. — 248 с. — ISBN 978-5-9647-0184-2.
- Мушта А. Шехтель: саратовские странички // Тектоника плюс. — 2009. — № 7—8. — С. 30—49. Архивировано 17 июня 2016 года.
- Архитектор Ф. О. Шехтель. К 150-летию со дня рождения / Демкина С. М. — М.: ИМЛИ РАН, 2009. — 80 с. — 5000 экз. — ISBN 978-5-9208-0331-3.
- Сайгина Л. Чародей русского модерна // Наука и жизнь. — М., 2009. — № 8. — С. 132—147.
- Федина М., Кириченко Е., Сайгина Л. и др. Архитектурная сказка Фёдора Шехтеля: к 150-летию со дня рождения Мастера. — М.: Русский импульс, 2010. — 264 с. — ISBN 978-5-902252-46-2.
- Нащокина М. В. Творчество Франца Шехтеля и европейский модерн: особенности творческой индивидуальности // Academia. Архитектура и строительство. — М., 2010. — № 1. — С. 31—40.
- Орельская О. В. Ф. О. Шехтель и эпоха модерна в Нижнем Новгороде (к 150-летию со дня рождения зодчего) // Приволжский научный журнал. — Нижний Новгород, 2010. — № 1. — С. 112—118.
- Кириченко Е. И. Фёдор Шехтель. — М.: Издательский дом Руденцовых, 2011. — 511 с. — (Архитектурное наследие России). — ISBN 978-5-902887-08-9.
- Кириченко Е. И. Ф. О. Шехтель. Жизнь. Образы. Идеи. — М.: Прогресс-Традиция, 2011. — 360 с. — ISBN 978-5-89826-374-4.
- Архитектор Фёдор Шехтель: Энциклопедия творчества / Сост. Л. В. Сайгина. — М.: Красивые дома Пресс, 2014. — ISBN 978-5-902600-27-8.
- Архитектор Фёдор Шехтель. Павильоны, банки, дома, храмы эпохи эклектики и модерна / сост. Л. В. Сайгина. — М.: Кучково поле, 2017. — ISBN 978-5-9950-0821-7.

## Отдельные проекты и постройки

### Особняк Рябушинского
- Борисова Е. А. Московские особняки эпохи модерна // Музей. Искусство русского модерна. — 1989. — № 10. — С. 32—33.
- Марченков А. М., Чернухина В. Н., Кириченко Е. И. Улица Качалова, 6/2. — М.: Московский рабочий, 1990. — 96 с.
- Быковцева Л. «Нелепый дом», но «работать можно» (Малая Никитская, 6). — М.: Наследие, 1999. — 112 с. — ISBN 5-201-13310-1.
- Пэнэжко Н. Л., Чернухина В. Н., Марченков А. М. Шехтель, Рябушинский, Горький (Дом на Малой Никитской). — М.: Наследие, 2000. — 143 с. — ISBN 5-9208-0022-1.
- Пэнэжко Н. Л., Демкина С. М. Малая Никитская, 6. К столетию особняка Ст. П. Рябушинского. — брошюра. — 2003. — 5000 экз.
- Нащокина М. В. Московский модерн. — 2-е изд. — М.: Жираф, 2005. — С. 276—289. — 560 с. — 2500 экз. — ISBN 5-89832-042-3.
- Нащокина М. В. Московский модерн. — 3-е, пересм., испр. и доп.. — СПб.: Коло, 2011. — С. 420—432. — 792 с. : [32 с. цв. ил.] с. — 1250 экз. — ISBN 978-5-901841-65-5.
- Как Горький с Рябушинским дом делили // Вокруг света. — 2012. — № 12.

### Особняк Дерожинской
- Сайгина Л. В. Особняк А. И. Дерожинской в Москве (к проблеме незавершённости памятника модерна) // Жилищное строительство. — 1998. — № 7. — С. 19—22.
- Нащокина М. В. Московский модерн. — 2-е изд. — М.: Жираф, 2005. — С. 334—339. — 560 с. — 2500 экз. — ISBN 5-89832-042-3.

### Ярославский вокзал
- Кириченко Е. И., Макеев А. М. Ярославский вокзал  — памятник русской архитектуры // Транспортное строительство. — 1980. — № 2. — С. 57—59.
- Нащокина М. В. Московский модерн. — 2-е изд. — М.: Жираф, 2005. — С. 394—397. — 560 с. — 2500 экз. — ISBN 5-89832-042-3.
- Васькин А. А., Назаренко Ю. И. Архитектура и история московских вкозалов. — М.: Спутник, 2007. — С. 60—101. — 334 с. — ISBN 978-5-364-00500-7.
- Васькин А. А. Памятники истории и архитектуры Москвы. Ярославский вокзал // Актуальные проблемы современной науки. — М., 2008. — № 1. — С. 9—13.
- Васькин А. А. История строительства в Москве Ярославского вокзала по проекту архитектора Ф. О. Шехтеля в 1902—1904 гг. // Исторические науки. — М., 2008. — № 1. — С. 6—10.

### Театральные работы
- Синицин М. Возвращение к МХАТ // Архитектура (приложение к «Строительной газете»). — 1979. — № 18. — С. 6.
- Анисимов А. В. Театры Москвы: Время и архитектура. — М.: Московский рабочий, 1984. — С. 49—52. — 176 с.
- Радищева О. А., Белов Г. П. Московский Художественный Академический театр. Из истории строительства и реставрации здания. — М.: МХАТ, 1987. — 32 с.
- Кириченко Е. И. Театральные работы Ф. О. Шехтеля 1880-х годов в музеях Москвы // Музей 10. Искусство русского модерна. — М.: Советский художник, 1989. — С. 162—173. — 272 с. — ISBN 5-269-00074-1.
- Шестакова Н. А. Проезд Художественного театра, 3. — М.: Московский рабочий, 1989. — 64 с. — (Биография московского дома). — 60 000 экз. — ISBN 5-239-00175-8.
- Нащокина М. В.. Архитектурные вкусы Саввы Морозова // Морозовы и Москва. Труды Юбилейной научно-практической конференции «Морозовские чтения». — 1998. — С. 127—130.
- Нащокина М. В. Московский модерн. — 2-е изд. — М.: Жираф, 2005. — С. 356—362. — 560 с. — 2500 экз. — ISBN 5-89832-042-3.
- Кириченко Е. И. Здание Московского художественного театра // Юный художник. — 2009. — № 1. — С. 8—13.

### Горки
- Давиденко С. В., Савинова Е. Н. Последняя хозяйка усадьбы Горки. Штрихи к портрету З. Г. Морозовой // Музейный сборник ГИЗ Горки Ленинские. — М., 1996. — № 1. — С. 30—38.
- Давиденко С. В., Савинова Е. Н. Шехтель и Морозовы // Историко-культурное наследие России конца XIX начала XX вв. / Труды научной конференции, посвящённой жизни и творчеству Ф. О. Шехтеля. — М.: ГИЗ «Горки Ленинские», 1997. — С. 48—63.
- Кириченко Е. И. Архитектура русской усадьбы 1910-х годов // Музейный сборник ГИЗ «Горки Ленинские» № 5. — М.: ГИЗ «Горки Ленинские», 1997. — С. 28—49.

### Другие проекты и постройки
- Архитектурные мотивы убранства Москвы в дни коронационных торжеств // Строитель. — 1886. — № 10—11. — С. 61—65.
- Товарищество скоропечатни А. А. Левенсона. Исторический очерк и описание мастерских. 1881—1903. — М.: Товарищество скоропечатни А. А. Левенсон, 1903. — 109 с.
- Записки Московского архитектурного общества / Ред. Курдюков Н. С. — М.: 1905—1909. Т. 2. Вып. 2. 1908: Шехтель Ф. О. О поездке на XVIII международный конгресс архитекторов в Вене.
- Орельская О. В. Шехтель в Нижнем Новгороде // Архитектура СССР. — 1983. — № 1. — С. 46—50.
- Бащенко Р. Д. Богаевский К. Ф. — М.: Изобразительное искусство, 1984. — С. 15—25. — 296 с.
- Кириченко Е. И. О принципах пространственной организации среды некоторых особняков Ф. О. Шехтеля (рубеж XIX — XX вв.) // Архитектурное наследство. — 1985. — № 34. — С. 246—254.
- Кириченко Е. И. К вопросу о художественных принципах организации пространственной среды на рубеже XIX — XX веков. (Интерьеры Ф. Шехтеля) // Искусство ансамбля. Художественный предмет, интерьер, архитектура, среда. — М.: Изобразительное искусство, 1988. — С. 249—286. — 464 с.
- Кириченко Е. И. Большая Садовая улица, 4. — М.: Московский рабочий, 1989. — 80 с.
- Вагнер Г. К., Чугунов С. В. Рязанские достопамятности. — М.: Искусство, 1989. — С. 130—136, 144—147. — 168 с. — ISBN 5-210-00025-7.
- Сафонцева Н. И. По проекту архитектора Ф. О. Шехтеля. В сб. «Архитектурное наследие и реставрация». — М.: Росреставрация, 1990. — С. 186—202.
- Нащокина М. В. Северный модерн в культуре начала XX в. и его место в архитектурном контексте Москвы // Архитектура в истории русской культуры. — М.: Отделение литературы и языка РАН, НИИТАГ, РААСН, МАРХИ, 1996. — С. 219, 221—225. — 258 с.
- Слюнькова И. Н. Архитектурное убранство Москвы во время коронационных торжеств // Архитектура в истории русской культуры. — М., 1998. — С. 53—56, 59.
- Нащокина М. В. Архитектурные вкусы Саввы Морозова // Морозовы и Москвы / Труды юбилейной научно-практической конференции «Морозовские чтения». — М., 1998. — С. 122—123, 126—133.
- Датиева Н. С. О домах Саввы и Зинаиды Морозовых в Арбатской части Москвы // Морозовы и Москвы / Труды юбилейной научно-практической конференции «Морозовские чтения». — М., 1998. — С. 135—142.
- Памятники архитектуры Московской области. — М., 1998. — С. 252—256.
- Кириченко Е. И., Нащокина М. В., Щеболева Е. Г. и др. Градостроительство России середины XIX — начала XX века. — М.: Прогресс-Традиция, 2001. — Т. 2. — С. 193, 195, 214—216, 360—361. — 560 с. — ISBN 5-89826-083-8.
- Нащокина М. В. Московский модерн. — 2-е изд. — М.: Жираф, 2005. — С. 226—227, 260—261, 264—265, 312—317, 318—319, 427, 435—437, 493, 502. — 560 с. — 2500 экз. — ISBN 5-89832-042-3.
- Вагнер Г. К. Памяти выдающегося архитектора Фёдора Осиповича Шехтеля (1859—1926) (о Кирицком усадебном комплексе) // Российский научный журнал. — М., 2010. — № 16. — С. 67—69.
- Сайгина Л., Датиева Н. Савва Морозов. Федор Шехтель. История шедевра. — М.: Красивые дома Пресс, 2012. — 285 с. — ISBN 5-902600-19-7.
- Архитектор Фёдор Шехтель. Павильоны, банки, дома, храмы эпохи эклектики и модерна / сост., текст Л. В. Сайгиной. Коллекция Музея архитектуры им. А. В. Щусева. Выпуск 5. — М.: Кучково поле, 2017. — 328 с.: ил. ISBN 978-5-9950-0821-7